# Ірма Бандьєра
Ірма Бандьєра (8 квітня 1915 , Болонья, Королівство Італія  — 14 серпня 1944 , Болонья, Королівство Італія ) псевдо «Мімма») — членкиня сьомої патріотичної групи Руху Опору в Італії. У 1944 році була схоплена, осліплена і вбита. Політик Енріко Берлінгуер, член Комуністичної партії Італії, відзначив її роль у партизанській боротьбі. Вулиця в рідній Болоньї названа на її честь і пісня Mimma e Balella пов'язана з учасницею Руху Опору.

## Життєпис
Ірма Бандьєра народилася в 1915 році в заможній родині болонців. Її батько Анджело займався будівництвом. Антифашистом він став під час диктатури Муссоліні. Її матір'ю була Аргентина Манферраті. Також у шлюбі батьків народилася ще одна донька — Настя.
Після перемир'я хлопець Ірми, солдат, потрапив у німецький полон на Криті після 8 вересня 1943 року, і загинув у Егейському морі після того, як корабель, на якому той перебував, розбомбили та потопили біля грецького порту Пірей.
Бандьєра почала допомагати демобілізованим італійським солдатам після перемир'я і поступово зацікавилася політикою, вступивши до лав Італійської комуністичної партії. У селі Фуно, де вона збиралася відвідати родичів, Ірма Бандьєра зустріла студента-медика Діно Чіполлані з Арджелато - партизана під іменем «Марко». Ірма приєдналася до руху Опору, який на той час був дуже активним на Болонській рівнині, з псевдо, що було взято від назви битви «Мімма» у складі бригади VII GAP Джанні Гарібальді з Болоньї. 5 серпня 1944 року партизани вбили німецького офіцера і командира СС, що привело до масових репресій наступного дня у Фуно. Трьох партизанів заарештували та ув'язнили.
7 серпня 1944 року Бандьєра везла зброю на базу своєї групи в Кастель-Маджоре. Увечері її заарештували вдома у дядька разом із двома іншими партизанами. Їх зачинили в приміщенні школі Сан-Джорджо, розсадивши кожного до окремої кімнати. Потім Ірму перевезли до Болоньї, де викрадачі сподівалися отримати від неї додаткову інформацію про учасників руху Опору.
Поки члени родини шукали її у в'язницях і бараках, Бандьєру протягом тижня катували фашисти Спеціальної автономної роти на чолі з капітаном Ренато Тартаротті, який осліпив її, але Ірма й надалі чинила опір та мовчала, врятувавши, таким чином, свого товариша із загону партизанів. За словами Ренати Вігано, «найганебнішу поразку їхньої кривавої професії назвали Ірма Бандьєра». 14 серпня фашисти розстріляли її неподалік Мелончелло ді Болонья, поблизу будинку її батьків.
14 серпня 1944 року тіло Ірми Бандьєри знайшли на тротуарі біля заводу, де мучителі залишили його лежати цілий день на відкритому повітрі, як попередження про розправу з учасниками руху Опору. Потім її тіло було доставлено до Інституту судової медицини на Віа Ірнеріо, де опікун, учасник руху Опору, сфотографував її обличчя, спотворене тортурами. Нарешті Бандьєра була похована на кладовищі Чертоза ді Болонья за присутності членів родини та кількох друзів.
Болонська федерація Італійської комуністичної партії 4 вересня 1944 року розповсюдила таємну газету, в якій нагадала про патріотичний подвиг жертовності Баньєри, закликаючи людей активізувати партизанську боротьбу за визволення від нацизму та фашизму.
На її честь влітку 1944 року група партизанів, що діяла в Болоньї, взяла собі назву Першої бригади Гарібальді «Ірма Банд'єра». Бригада SAP (група патріотичних дій), яка діяла в північному передмісті Болоньї, також була названа на її честь, а також Група захисту жінок.

## Вшанування

Золота медаль «За військову доблесть».

Наприкінці війни Ірма Бандера була посмертно нагороджена золотою медаллю «За військову доблесть» разом із 18 іншими партизанками. В обґрунтуванні зазначено, як
«Перша серед болонських жінок, яка взяла зброю для боротьби в ім'я свободи, вона завжди боролася з відвагою лева. Потрапивши в полон у бою з німецькими СС, піддавшись жорстоким тортурам, вона не зронила жодного слова, яке могло б скомпрометувати її товаришів. … Після осліплення її по-варварськи вбили, а тіло залишили лежати на вулиці. Чесна героїня, гідна поваги італійських жінок, вона була маяком усіх патріотів Болоньї у Визвольній війні».
Ірму Банд'єру згадують у храмі на площі Неттуно та її ім'я записано на пам'ятнику Партизанському водоспаду на віллі Спада.
Іменем Ірми Бандьєри названі вулиці в муніципалітетах Болонья, Арджелато, Кастель-Маджоре, Кастельново-ді-Сотто, Каттоліка, Коппаро, Кревалькоре, Гранароло-делл'Емілія, Малальберго, Молінелла, П'єве-ді-Ченто, Сант'Іларіо-д'Енца, Сан-Джорджо-ді-П'яно в Емілії-Романьї, а також у Ровіго, Терні, Чивітавекк'ї, Рибері (у провінції Агрідженто), Гоннезі, Сант'Арпіно (у провінції Казерта) та Валенці (у провінції Алессандрія). Великий житловий комплекс також носить її ім'я у Фраттамаджоре.
У Болоньї вулиця, названа на честь Ірми Бандьєри, яка починається біля арки Мелончелло, місця її вбивства. Там встановлено меморіальну дошку:
Ірма Бандьєра 
 Національна героїня 
 1915 - 1944 
 Твої ідеали змогли подолати тортури і смерть 
 Свободу і молодість ти віддала 
 За життя і спокуту народу та Італії 
 Лише величезна гордість приглушує лютий біль 
 Товаришів по боротьбі 
 Так багато, хто знав і любив тебе 
 На місці твоєї жертви 
 За багаторічна пам'ять
З нагоди 72-ї річниці визволення Болоньї в місті було вшановано пам'ять Ірми Банд'єри в районі, де вона народилася і де пізніше була вбита. Асоціація CHEAP Street Poster Art та дует вуличних художників Orticanoodles (псевдонім дуету італійських художників, до якого увійшли Воллі (народилася в Каррарі) та Аліта (народилася в Мілані), обрали для цього фасад школи Bombicci, а також висловити думку, що Бандьєра була національною героїнею, а також видатною уродженкою цього району. Великий мурал було створено, на якому зображено її усміхнене обличчя, як на одній з її найвідоміших світлин.